# Boeing Vertol CH-46 Sea Knight
El Boeing Vertol CH-46 Sea Knight es un helicóptero de transporte de carga media birrotor de origen estadounidense. Fue desarrollado por la compañía Vertol Aircraft, que fue comprada por Boeing y pasó a llamarse Boeing Vertol, y fue fabricado desde 1962 a 1971. Principalmente utilizado por el Cuerpo de Marines y la Armada de los Estados Unidos para el transporte de tropas de asalto en combate como función primaria, y para movimiento de suministros y equipamiento como función secundaria, con capacidad operativa todo tiempo y día-noche. Otras funciones en las que se emplea esta aeronave son apoyo de combate, búsqueda y rescate (SAR), apoyo para puntos avanzados de reabastecimiento de combustible y armamento, evacuación de heridos (CASEVAC) y recuperación táctica de aeronaves y personal (TRAP).

## Diseño y desarrollo

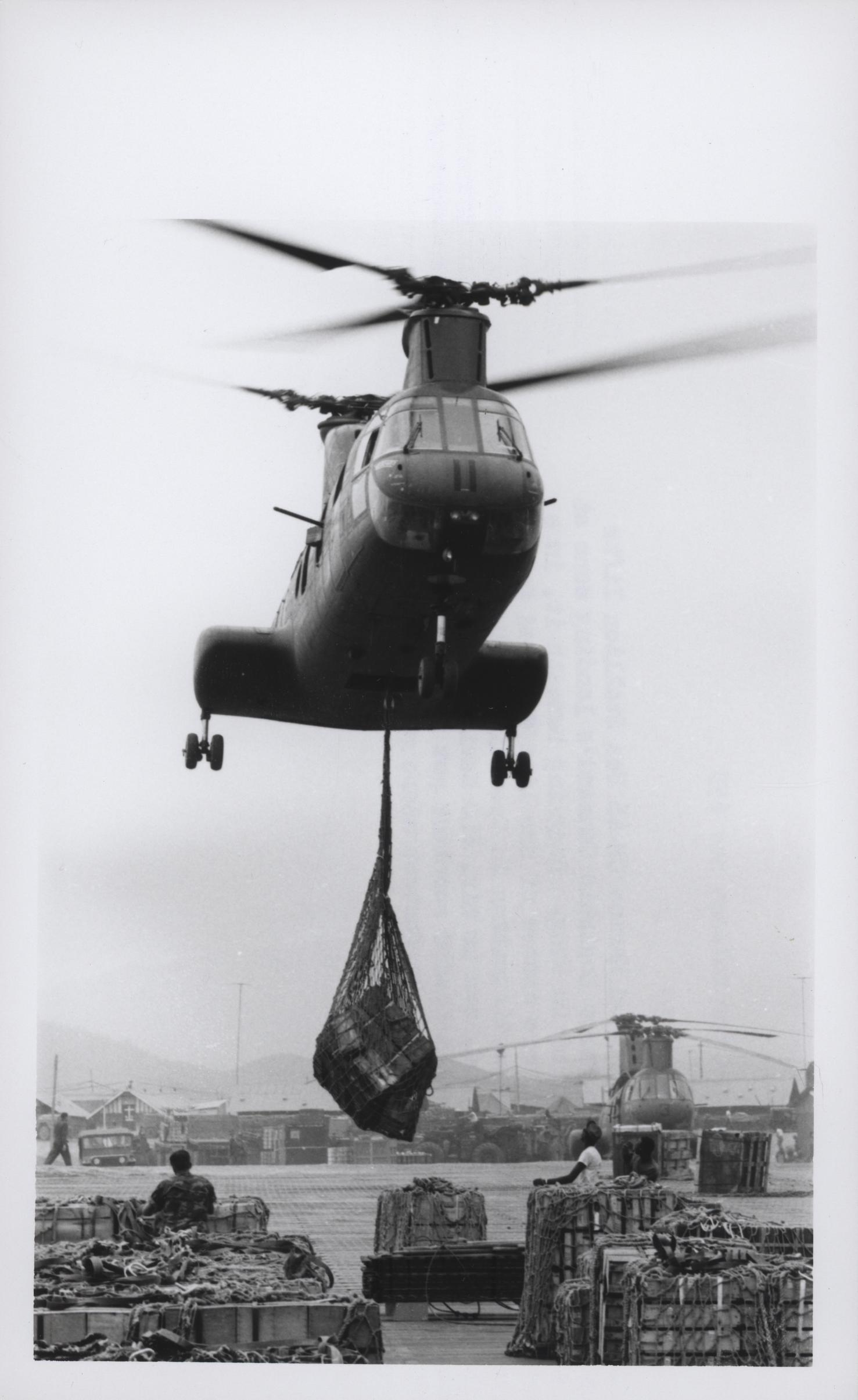
CH-46 Sea Knight en Vietnam del Sur, año 1969.

Poco después de la constitución de la Vertol Aircraft Corporation, en marzo de 1956, esta compañía inició el estudio de un proyecto de un transporte comercial biturbina. En la formulación del proyecto se tuvo un cuidado especial en asegurar el que también resultase apto para uso militar en caso de que las fuerzas armadas mostraran interés en su adquisición. A resultas de ello, se adoptó una disposición de rotores en tándem desarrollada por Vertol, y anteriormente por la Piasecki Helicopter Corporation, dadas sus conocidas prestaciones y fiabilidad. Se eligieron dos turbinas para propulsar el nuevo helicóptero porque, aunque en aquel momento las turbinas aún no poseían el largo historial de fiabilidad y economía que han acumulado después, no cabía duda alguna sobre el hecho de que estos motores ofrecían una soberbia relación potencia/peso, y mejoraban continuamente. Para limitar el ruido y conseguir el máximo espacio para la cabina, los motores se montaron sobre el fuselaje, en el extremo posterior de la cabina. Para acelerar las operaciones de carga y descarga, la parte posterior del fuselaje se alzaba formando una gran rampa, lo suficientemente robusta para permitir la carga continuada de vehículos o de cargas voluminosas. Su fuselaje estanco y compartimentado permitía operar a este nuevo helicóptero tanto desde el agua como desde tierra.
En mayo de 1957 se empezó la fabricación de un prototipo, una vez adjudicada la designación Vertol Model 707, registrándose el primer vuelo el 22 de abril de 1958. Las pruebas y desarrollos de la compañía prosiguieron satisfactoriamente, levantando gran interés su largo viaje de exhibición. El primer servicio de las fuerzas armadas que solicitó la evaluación del nuevo helicóptero fue el Ejército estadounidense, que en julio de 1958 pasó un pedido de 10 aparatos ligeramente modificados bajo la designación YHC-1A; el primero de ellos realizó su vuelo inaugural el 27 de agosto de 1959. Por aquel entonces, el Ejército estadounidense se hallaba más interesado por un helicóptero mayor y más potente que la Vertol había desarrollado a partir del Model 107 y, en consecuencia, redujo su pedido a solo tres YCH-1A. Posteriormente, la compañía equipó el tercero de estos aparatos con turboejes General Electric T58-GE-6 de 1050 hp y con rotores de mayor diámetro; esta variante se completó con un interior dispuesto para transporte comercial de pasajeros. El prototipo del Model 107-II voló por primera vez el 25 de octubre de 1960; por aquel entonces, Vertol se había convertido en una división de Boeing Company.
Cuando el Cuerpo de Marines estadounidense mostró interés en este aparato, se modificó uno de ellos como Boeing Vertol Model 107M, y, propulsado con motores T58-GE-8, resultó ganador en el concurso de proyectos del USMC celebrado en febrero de 1961, pasando a fabricarse en serie bajo la designación HRB-1 (sustituida en 1962 por CH-46A) y con el nombre Sea Knight. Estos aparatos han sido utilizados ampliamente tanto por el USMC como por la Armada estadounidense. Los Marines utilizan estos helicópteros para el transporte de tropas, y la Armada, principalmente para funciones de carga vertical, transportando víveres, municiones y personal desde buques de apoyo logístico a buques de combate en alta mar.
El primer CH-46A voló el 16 de octubre de 1964, y entró en servicio con los primeros escuadrones de Marines a principios de 1965. Desde aquel momento se han construido toda una serie de versiones, entre las que se encuentra la CH-46D para el USMC, similar en líneas generales al CH-46A, pero propulsado por turboejes T58-GE-10 de 1400 hp; el CH-46F para el USMC, similar al CH-46D, pero provisto de aviónica adicional; el UH-46A Sea Knight, similar al CH-46A, adquirido por la Armada y cuyas primeras entregas fueron destinadas al 1st Utility Helicopter Squadron en julio de 1964; y el UH-46D para la Armada, virtualmente igual al CH-46D. El Cuerpo de Marines aprobó un programa para modernizar 273 de sus Sea Knight mediante turboejes General Electric T58-GE-16 y otras mejoras.
La compañía Boeing Vertol fabricó un total de 524 H-46 para la Armada de los Estados Unidos y el Cuerpo de Marines. La versión final de producción fue el modelo CH-46E, que incorpora todos los cambios y actualizaciones que se le han hecho al diseño para mejorar su resistencia a la corrosión, su tolerancia al uso constante y la tolerancia de daño de sus componentes. Otros cambios y actualizaciones han sido la instalación de depósitos de combustible de mayor capacidad, efectivamente duplicando el radio de misión de 80 millas náuticas (148 km) a más de 160 millas náuticas (297 km); actualización de compatibilidad de la cabina de mando para uso con equipos de visión nocturna; sistemas de flotación de emergencia; sistema actualizado de control de condición de las turbinas; y actualizaciones en los sistemas de comunicación y navegación.
Aunque se ordenó un variante tipo "F", el "E" es el último modelo, estando este equipado con las turbinas General Electric tipo T-58-GE-16. La aeronave ha servido en todos los ambientes de combate y paz del Cuerpo de Marines. El último CH-46 entregado al USMC salió de la línea de producción del fabricante en febrero de 1971. El modelo continúa en servicio activo con el mismo, y su larga vida útil y confiabilidad han llevado a la creación de frases como "phrogs forever" (sapos para siempre) y "nunca confíes en un helicóptero de menos de 30 años". La Armada estadounidense retiró sus CH-46 de la flota el 24 de septiembre de 2004, reemplazándolos con el MH-60S Seahawk, pero el Cuerpo de Marines tiene planificado mantener su flota en servicio activo hasta que el MV-22 haya entrado completamente en servicio.
En marzo del 2006, el escuadrón HMM-263 del Cuerpo de Marines fue desactivado y redesignado como el VMM-263, siendo este el primer escuadrón equipado con el flamante MV-22. El proceso de reemplazos se esperaba que continuara extendiéndose a los otros escuadrones hasta el 2014.
El Mando de Sistemas Aéreos de la Armada (Navy Air Systems Command) finalmente inmovilizó en tierra todos los helicópteros CH-46 el 18 de agosto de 2002, al detectarse fisuras en una cabeza de aspas. Se determinó que solo una aeronave tenía este problema, y la restricción se canceló.

### Otros operadores
En 1963-64 se entregaron a las Reales Fuerzas Aéreas de Canadá, bajo la designación CH-113 Labrador, seis ejemplares para cometidos generales, casi idénticos al CH-46A, y en 1964-65 se construyeron para el Ejército canadiense 12 aparatos similares designados CH-113A Voyageur. Dentro de un programa de mejora de la capacidad de búsqueda y salvamento de las Fuerzas Armadas canadienses, Boeing Canada firmó un contrato para modificar seis CH-113 y cinco CH-113A a un estándar SAR mejorado, a mediados de 1984. En 1962-63, Boeing Vertol suministró Model 107-II a Suecia para su operación en las Fuerzas Aéreas en misiones de búsqueda y salvamento, y en la Armada en funciones antisubmarinas y de dragaminas: ambas versiones fueron denominadas Hkp 4A.
En 1965 la Kawasaki japonesa adquirió a Boeing Vertol los derechos mundiales de venta del Model 107-II, y en 1984 continuaba produciendo estos helicópteros bajo la designación KV-107/IIA. Se fabricaron toda una serie de versiones, que se relacionan seguidamente.

## Variantes

### Versiones estadounidenses

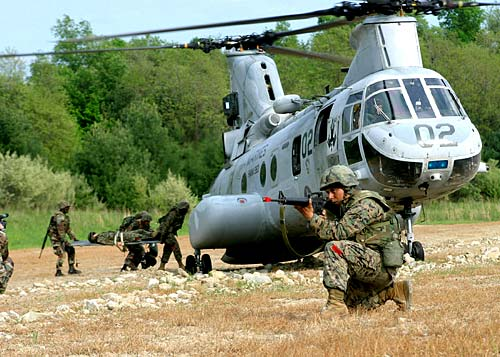
Infantes de Marina llevan un herido simulado a un helicóptero CH-46E Sea Knight durante un ejercicio de operaciones de convoy en el Campamento Dawson, en el estado de Virginia Occidental, Estados Unidos.

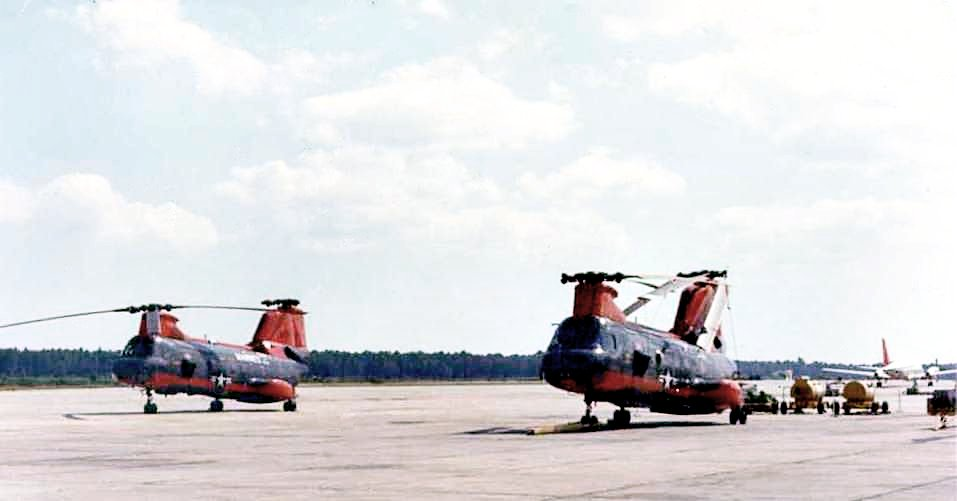
HH-46E Sea Knight de búsqueda y rescate en la rampa de vuelo del Escuadrón de Operaciones de Estación e Ingeniería (ahora conocido como VMR-1) en la base MCAS Cherry Point, North Carolina, Estados Unidos, en el año 1980.

Model 107
Número de modelo interno de la compañía.
Model 107-II
Tercer prototipo de YHC-1, luego convertido en una aeronave de servicio comercial.
Model 107M
Prototipo de transporte militar para el Cuerpo de Marines de Estados Unidos.
YHC-1A
Aeronave de pruebas y evaluación para la Armada de los Estados Unidos. Luego evolucionó hasta ser el CH-47 Chinook. Adoptado por el Cuerpo de Marines como HRB-1. Más tarde redesignado como YCH-46C.
HRB-1
Designación original, antes de ser redesignado como el CH-46A bajo el Sistema Triservicios de Designación de Aeronaves de 1962.
CH-46A
Helicóptero de asalto y transporte medio, y búsqueda y rescate para el Cuerpo de Marines, equipado con dos turbinas General Electric T58-GE-8 de 935 kW (1250 shp). Anteriormente HRB-1.
UH-46A
Helicóptero de transporte medio para la Armada de los Estados Unidos. Similar al CH-46A.
HH-46A
Versión de búsqueda y rescate (SAR).
RH-46A
Un pequeño número de CH-46A fueron convertidos para su uso en el barrido de minas.
UH-46B
Versión para la Fuerza Aérea de los Estados Unidos.
CH-46D
Helicóptero de asalto y transporte medio, y búsqueda y rescate para el Cuerpo de Marines, equipado con dos turbinas General Electric T58-GE-10 de 1044 kW (1400 shp).
HH-46D
Un pequeño número de UH-46D fue convertido para su uso en búsqueda y rescate.
UH-46D
Helicóptero de transporte medio para la Armada de los Estados Unidos. Similar al CH-46D.
CH-46E
Versión en uso actualmente en el Cuerpo de Marines. Se distingue de las versiones anteriores por las salidas de escape de las turbinas de forma rectangular.
CH-46F
Versión mejorada del CH-46D, distribución eléctrica, actualización com/nav BUNO 154845-157726. Último modelo de producción en Estados Unidos. 174 construidos, más tarde revertidos a la versión CH-46E.
VH-46F
Helicóptero de transporte VIP.

### Versiones canadienses
CH-113 Labrador
Versión de Búsqueda y Rescate para el Mando de Aviación de las Fuerzas Canadienses, 18 construidos.
CH-113 Voyageur
Versión de asalto y transporte para las Fuerzas Armadas Canadienses. En realidad, es más un CH-47 modificado que un Sea Knight.

### Versiones suecas

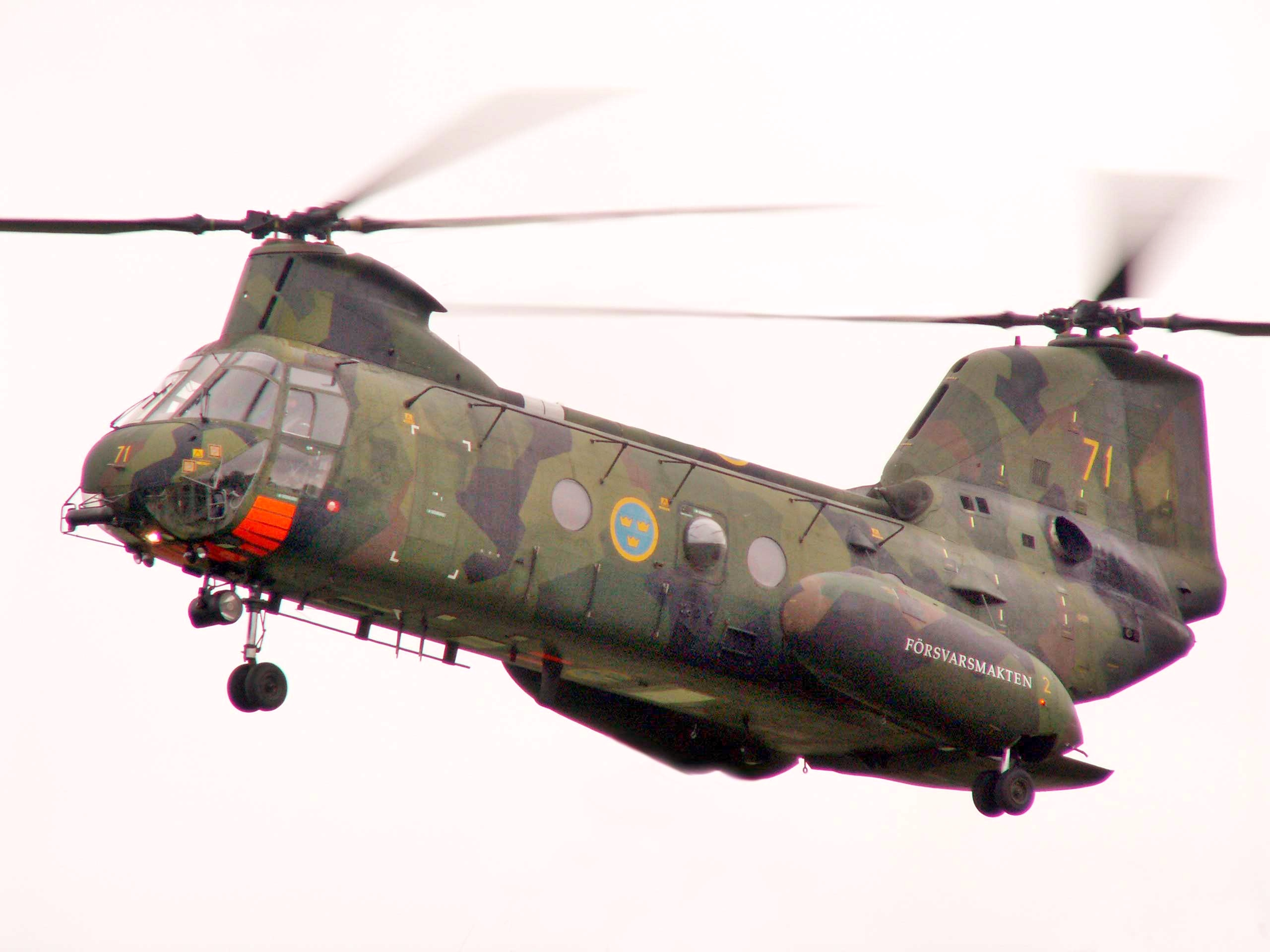
20 de mayo de 2006: Helicóptero sueco Hkp 4 durante el "campamento de batalla sueco" en Estocolmo.

Hkp 4A
Boeing Vertol 107-II, utilizado originalmente por la Fuerza Aérea Sueca para búsqueda y rescate. 10 construidos.
Hkp 4B
Boeing Vertol 107-II-15, Armada, 3 construidos.
Hkp 4C
Kawasaki KV-107-II-16, Armada, 8 construidos.
Hkp 4D
Hkp 4A reconstruidos para realizar tareas de búsqueda y rescate y operaciones antisubmarinas (SAR/ASW), Armada, 4 convertidos.

### Versiones japonesas

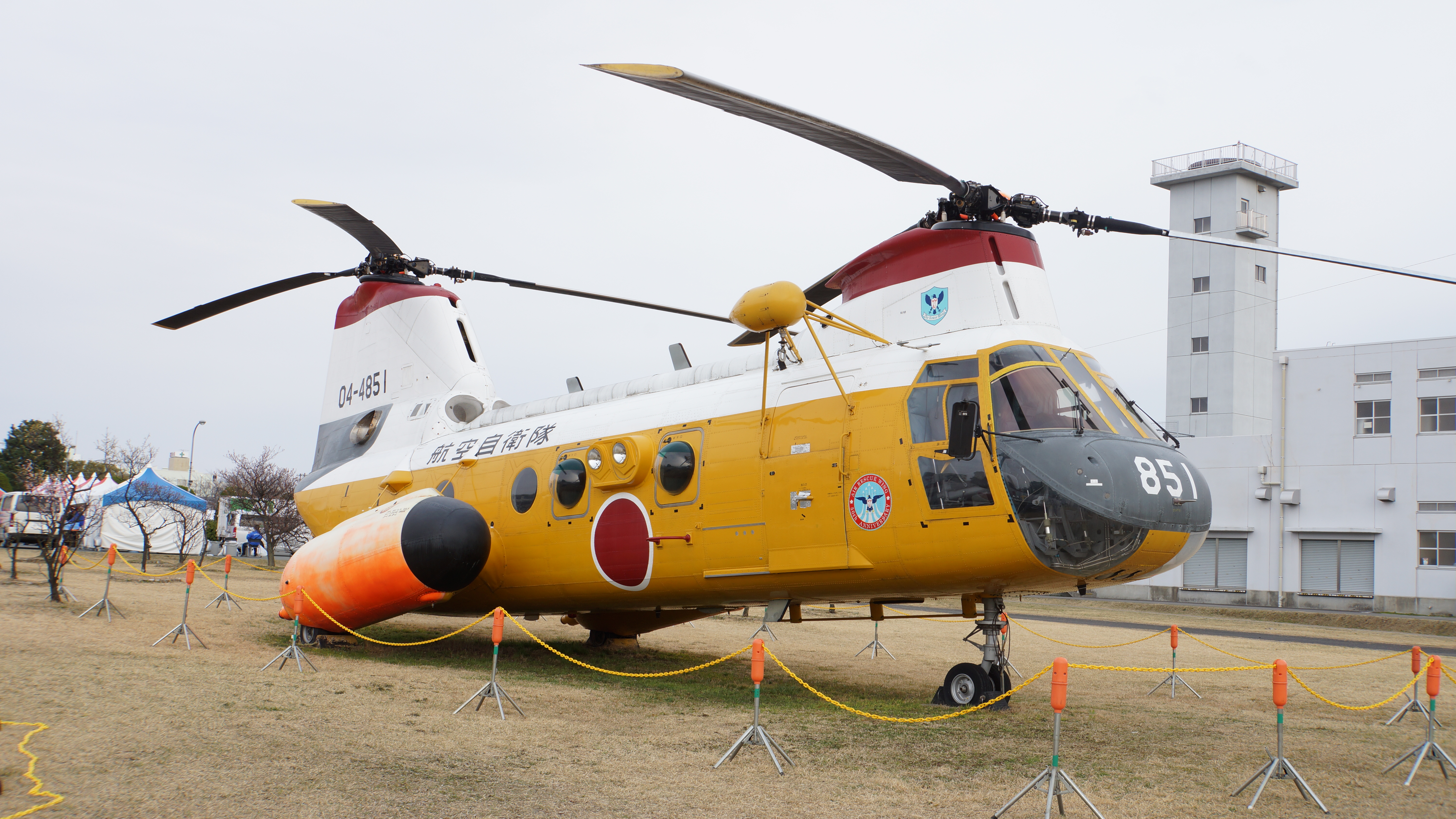
Helicóptero KV-107IIA-5 de la Fuerza Aérea de Autodefensa de Japón.

KV-107II-1
Versión para líneas aéreas con acomodo para una tripulación de dos personas, una azafata y 25 pasajeros (CT58-110-1).
KV-107II-2
Versión de aerolínea comercial (CT58-110-1).
KV-107IIA-2
Versión mejorada del KV-107/II-2 (CT58-140-1).
KV-107II-3
Versión dragaminas para la JMSDF (CT58-110-1), 3 construidos.
KV-107II-3A
Versión del KV-107/II-3 con turbinas de más potencia (CT58-IHI-10-M1).
KV-107II-4
Versión de transporte táctico de tropas y carga para la JGSDF (CT58-IHI-110-1).
KV-107II-4A
Versión del KV-107/II-4 con turbinas de más potencia (CT58-IHI-140-1).
KV-107II-5
Versión SAR de largo alcance de búsqueda para la JASDF (CT58-IHI-110-1).
KV-107II-5A
Versión del KV-107/II-5A con turbinas de más potencia (CT58-IHI-104-1).
KV-107II-7
Versión de transporte VIP de seis/once plazas (CT58-110-1).
KV-107II-16
Versión equipada con turbinas Rolls-Royce Gnome H.1200.
KV-107IIA-17
Versión de largo alcance para el Departamento de Policía Metropolitana de Tokio (CT58-140-1), uno construido.
KV-107IIA-SM-1
Helicóptero de lucha contra incendios para el gobierno de Arabia Saudita (CT58-IHI-140-1M1), 4 construidos.
KV-107IIA-SM-2
Versión aeromédica y de salvamento para Arabia Saudita (CT58-IHI-140-1M1), tres construidos.
KV-107IIA-SM-3
Versión de transporte VIP para Arabia Saudita (CT58-IHI-140-1M1).
KV-107IIA-SM-4
Versión de ambulancia aérea para Arabia Saudita (CT58-IHI-140-1M1).

## Operadores

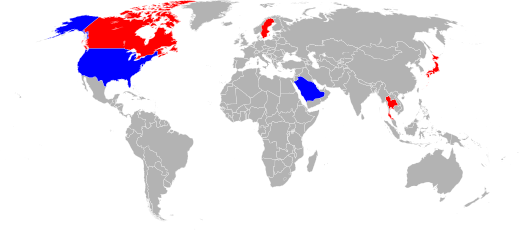
Países operadores militares del CH-46. Azul: actuales, rojo: ex-operadores.

### Militares
Arabia Saudita
- Real Fuerza Aérea Saudí

 Canadá
- Mando de Fuerzas de Terrestres de Canadá

 Estados Unidos
- Armada de los Estados Unidos
- Cuerpo de Marines de Estados Unidos

 Japón
- Fuerza Aérea de Autodefensa de Japón
- Fuerza Terrestre de Autodefensa de Japón
- Fuerza Marítima de Autodefensa de Japón

 Suecia
- Fuerza Aérea de Suecia
- Armada de Suecia

 Tailandia
- Real Fuerza Aérea Tailandesa: opera el modelo KV-107IIA.

### Civiles
Canadá
- Helifor Canadá Corp. (Columbia Helicopters)

 Estados Unidos
- Columbia Helicopters

## Especificaciones (CH-46)

### Características generales
- Tripulación: Cinco (2 pilotos, 1 jefe de tripulación, 1 artillero/observador, 1 artillero de cola)
- Capacidad: 
* 24 soldados o
* 15 camillas y dos auxiliares o
* 3200 kg
- Longitud: 13,9 m (45,7 ft)
- Diámetro rotor principal: 16 m (52,5 ft)
- Altura: 5,1 m (16,7 ft)
- Área circular: 380 m² (4090,4 ft²)
- Peso vacío: 7047 kg (15 531,6 lb)
- Peso cargado: 7891 kg con blindaje, armas y munición
- Peso máximo al despegue: 11 000 kg (24 244 lb)
- Planta motriz: 2× turboeje General Electric T58-GE-16.
  - Potencia: 1400 kW (1930 HP; 1904 CV) cada uno.
- Envergadura: 2,2 m

### Rendimiento
- Velocidad máxima operativa (Vno): 267 km/h (166 MPH; 144 kt)
- Velocidad crucero (Vc): 265 km/h (165 MPH; 143 kt)
- Radio de acción: 296 m (971 ft)
- Alcance en ferry: 676 m (2218 ft)
- Techo de vuelo: 4300 m (14 108 ft)
- Régimen de ascenso: 10,4 m/s (2047 ft/min)
- Carga del rotor: 21
- Potencia/peso: 354 W/kg

### Armamento
- Ametralladoras:  hasta 3 ametralladoras, 2 GAU-15/A de 12,7 mm (.50) en las puertas laterales, 1 M240D de 7,62 mm en un afuste en la rampa de carga (todas opcionales)

## Aeronaves relacionadas

### Desarrollos relacionados
- Piasecki HUP Retriever
- CH-113 Labrador
- CH-47 Chinook

### Aeronaves similares
- Kaman K-MAX
- Sikorsky S-61
- Yakovlev Yak-24

### Secuencias de designación
- Secuencia HC-_ (Helicópteros de Carga del Ejército estadounidense, 1956-1962): HC-1A/HC-1B
- Secuencia HR_B (Helicópteros de Transporte de la Armada estadounidense, 1944-1962 (Boeing Vertol, 1923-1962)): HRB
- Secuencia _H-_ (Helicópteros estadounidenses, 1962-presente): ← CH-34 - CH-37 - HH-43 - CH-46/HH-46/UH-46 - CH-47 - UH-48 - XH-49 - QH-50 - XH-51 - HH-52 →
- Secuencia C_-_ (Aeronaves de las Fuerzas Canadienses, 1968-presente): ← CSR-110 - CF-111 - CH-112 - CH-113 - CT-114 - CC-115 - CF-116 →